# Lago de Travessani
El lago de Travessani (en catalán estany de Travessani) es un lago español se sitúa en el término municipal de Valle de Bohí, en la comarca de la Alta Ribagorza, dentro del parque nacional de Aigüestortes y Lago de San Mauricio, provincia de Lérida, Cataluña.
Desde la zona se puede disfrutar de las impresionantes vistas del pico de Travessani y les Agulles de Travessani al este, Comalespada al sur, el macizo del Besiberri al suroeste, la Punta de Harlé, el Pan de azúcar y la sierra de Tumeneia al oeste, y el Montardo al norte.